# 荷蘭公共廣播

荷蘭公共廣播（荷蘭語：Nederlandse Publieke Omroep），簡稱：，又名荷蘭公共廣播基金是荷蘭的公共廣播機構，負責管理荷蘭公共廣播系統。NPO是歐洲廣播聯盟成員。

## 外部連結
- 官方网站 （荷蘭語）